# ホソバナコバイモ
ホソバナコバイモ（細花小貝母、学名：Fritillaria amabilis）は、ユリ科バイモ属の小型の多年草。

## 特徴
根は多数あり、白色。地下の鱗茎は径6-13mmで白色の球形になり、2個の半球形の鱗片からなる。茎は細く軟らかく、高さは6-25cmになる。葉は披針形から狭い披針形で5個あり、下部では2個対生し、長さ25-70mm、幅4-15mm、上部では3輪生し、長さ22-60mm、幅1-7mmになる。花がつかない個体には葉が1個のみつく。
花期は3-4月。花はつねに1個で、鐘状筒形で細長く、長さ13-19mm、径5-7mm、茎の先端に長さ4-15mmの花柄が曲がって斜め下向きにつき、先端は外側に開出しないか開出する。花被片は6個あり、広線形から長楕円形で、長さ14-25mm、幅3-6mm、縁は全縁、先端は鋭形から鈍形になる。花被片の外面に縦の線状模様があり、斑紋は無いかまれに薄い暗紫色の斑紋があり、花被片内側の基部近くから先端に向かう腺体があり、緑色から淡黄色で、長さ3-7mmになる。雄蕊は6個あり、長さ6-9mm、葯はクリーム色になり、花糸に密に細突起がある。雌蕊は長さ10-15mm、花柱は白色まれに淡緑色、密に細突起があり、柱頭は3浅裂する。果実は蒴果で長さ10-22mm、径8-12mm、種子は長さ2mm、幅2mmになる。6月には地上部は枯れる。染色体数2n=22。

## 分布と生育環境
日本固有種。本州の兵庫県、中国地方および九州の北部・中部に分布し、山地の落葉樹林下や林縁または常緑樹林の林縁に生育する。まれに見られる植物である。
1912年に岡山県阿哲郡草間村（現：新見市）で採集されたものがタイプ標本となっている。

## 名前の由来
種小名（種形容語）amabilis は、「愛らしい、可愛い」の意味。他のバイモ属の種より小さく可愛いことから、京都大学教授の小泉源一によって命名された。
和名ホソバナコバイモは、「細花小貝母」の意で、ミノコバイモ Fritillaria japonica と比べて花が筒形で細いことによる。

## 分類
四国に分布するトサコバイモ Fritillaria shikokiana に似る。本種とは花が細い筒型であることは似るが、同種は葯の色が紫色で、花被片に網目状の斑紋があり縦の条線はあまり目立たず、花被片の先端が鈍形から円形であるのに対し、本種は葯の色がクリーム色で、花被片に縦の条線があり網目状の斑紋はあまり目立たず、花被片の先端はとがる。
九州の大分県南部、熊本県、宮崎県に分布し、トサコバイモから2016年に独立した新種であるヒゴコバイモ F. kiusiana は、葯が紫色で、花被片に縦の条線があり、条線の度合いには強弱がある。
トサコバイモ F. shikokiana は、Naruhashi (1979) が新種として記載するまでは本種ホソバナコバイモに同定されていた。ヒゴコバイモ F. kiusiana は、L.Hill (2016) が新種として記載するまではトサコバイモに同定されていた。この結果、従来、四国と九州中部に分布するとされたトサコバイモは、四国に分布するものはトサコバイモ、九州中部に分布するものはヒゴコバイモに分けられた。

## 種の保全状況評価
準絶滅危惧（NT）（環境省レッドリスト）
- 2000年レッドデータブックまでは絶滅危惧II類(VU)に選定。

都道府県のレッドデータ、レッドリストの選定状況は次の通り。京都府-絶滅種、兵庫県-Aランク、島根県-絶滅危惧I類(CR+EN)、岡山県-準絶滅危惧、広島県-絶滅危惧II類(VU)、山口県-絶滅危惧IA類(CR)、福岡県-準絶滅危惧(NT)、佐賀県-準絶滅危惧種、長崎県-絶滅危惧IB類(EN)、熊本県-絶滅危惧IB類(EN)、大分県-絶滅危惧II類(II)。

## ギャラリー

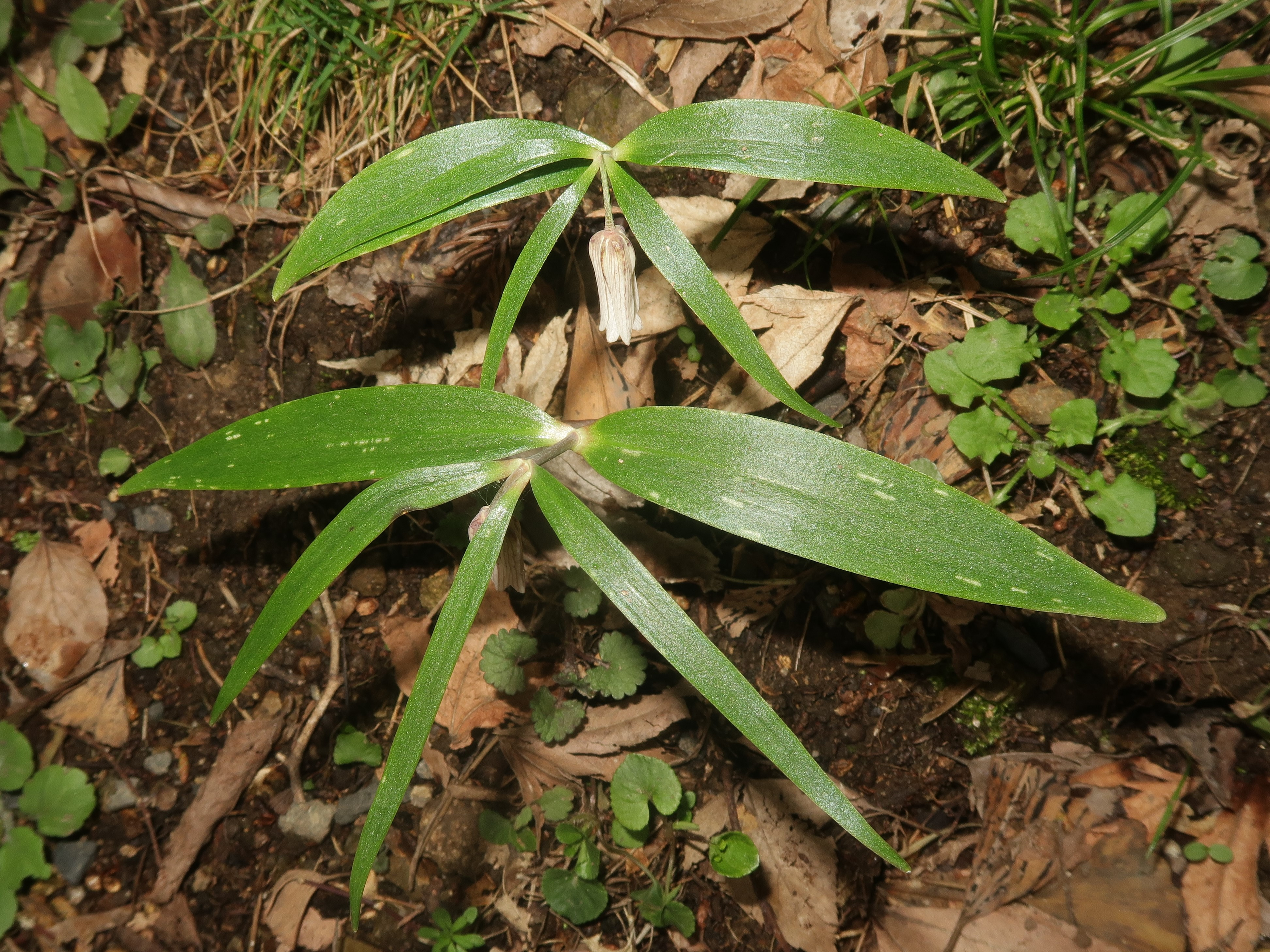
葉は披針形から狭い披針形で5個あり、下部では2個対生し、上部では3輪生する。
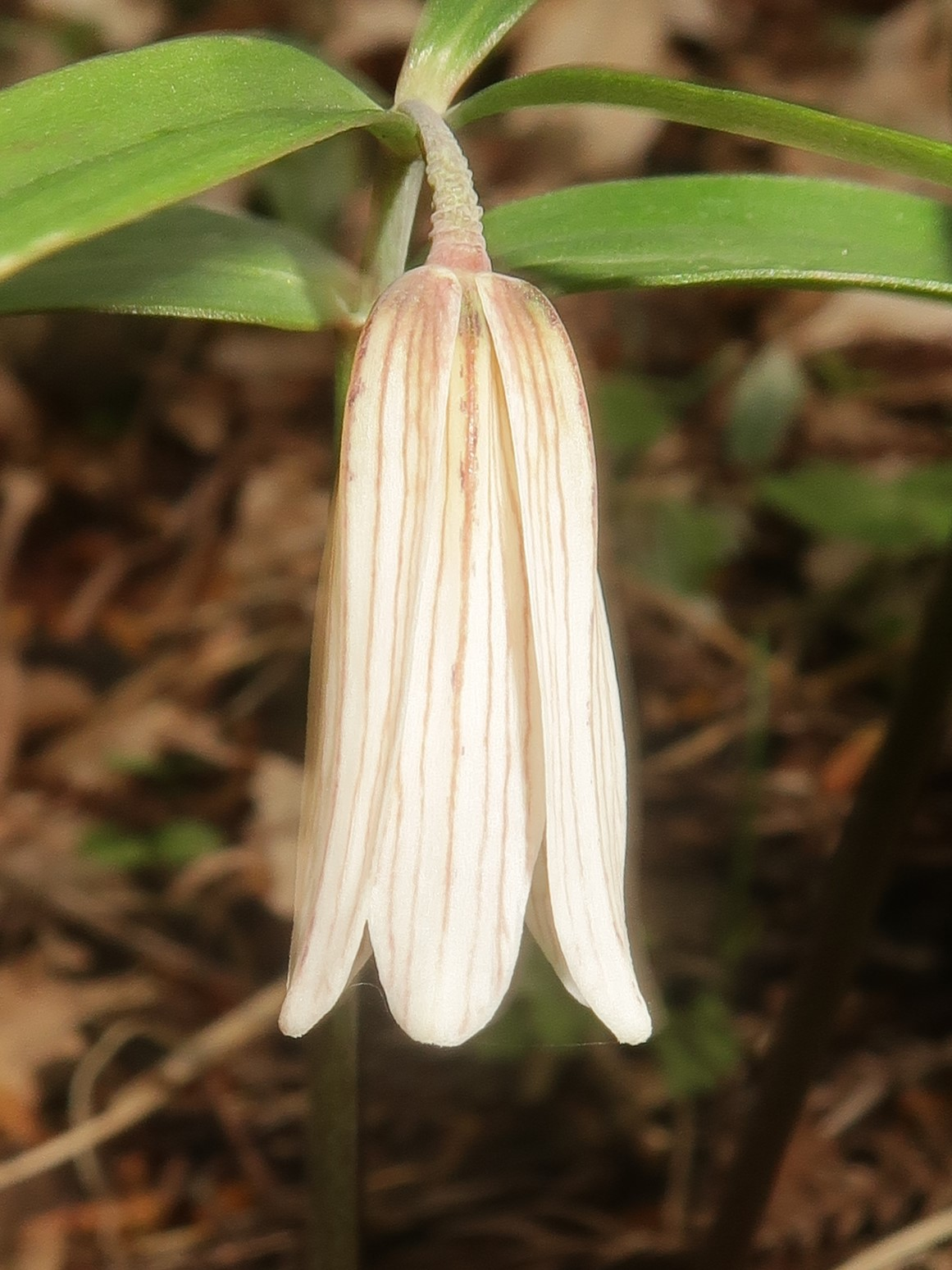
花は、花柄が曲がって斜め下向きにつき、鐘状筒形で細長い。
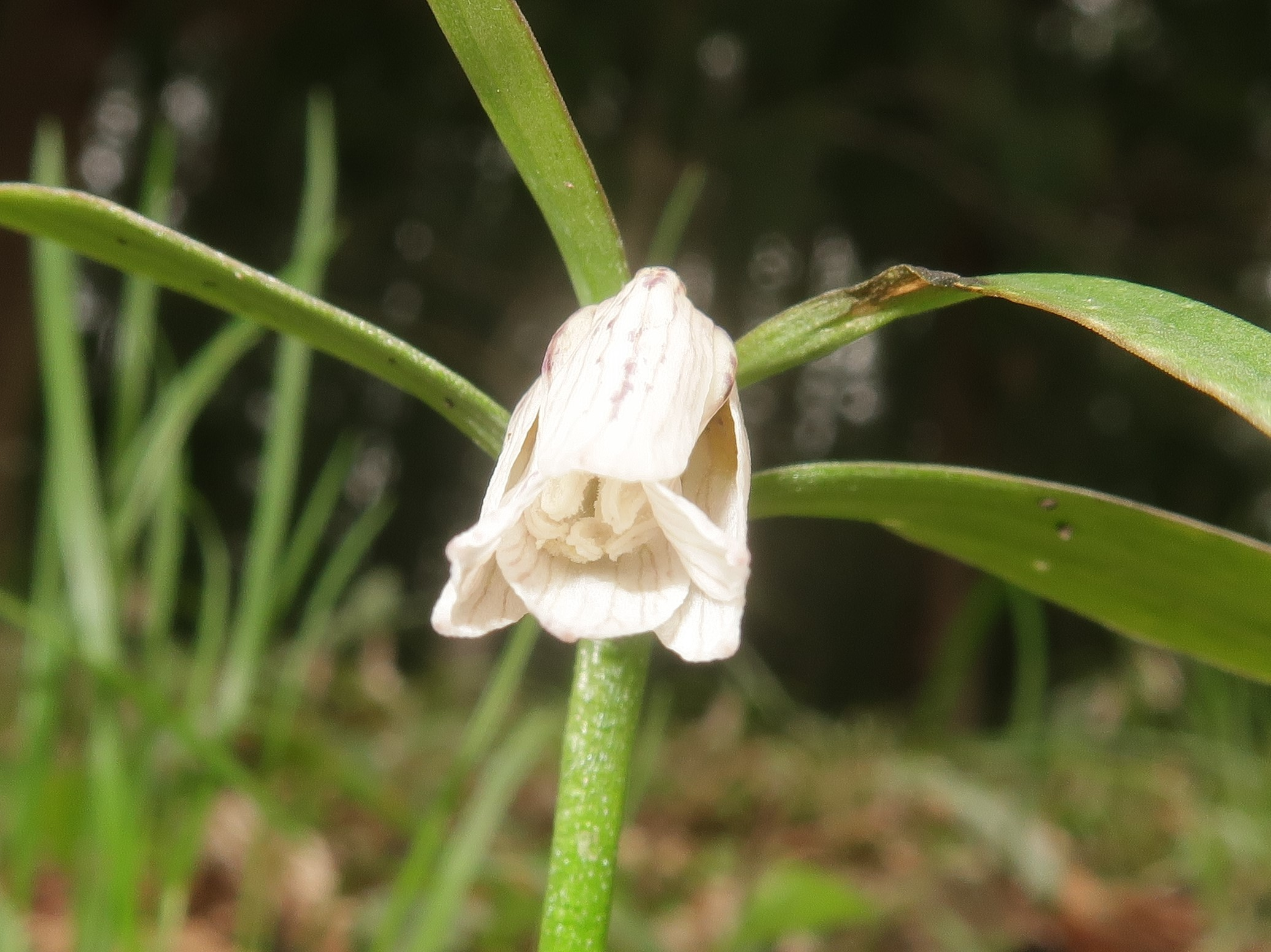
葯はクリーム色になる。花が細いため中が覗きにくい。
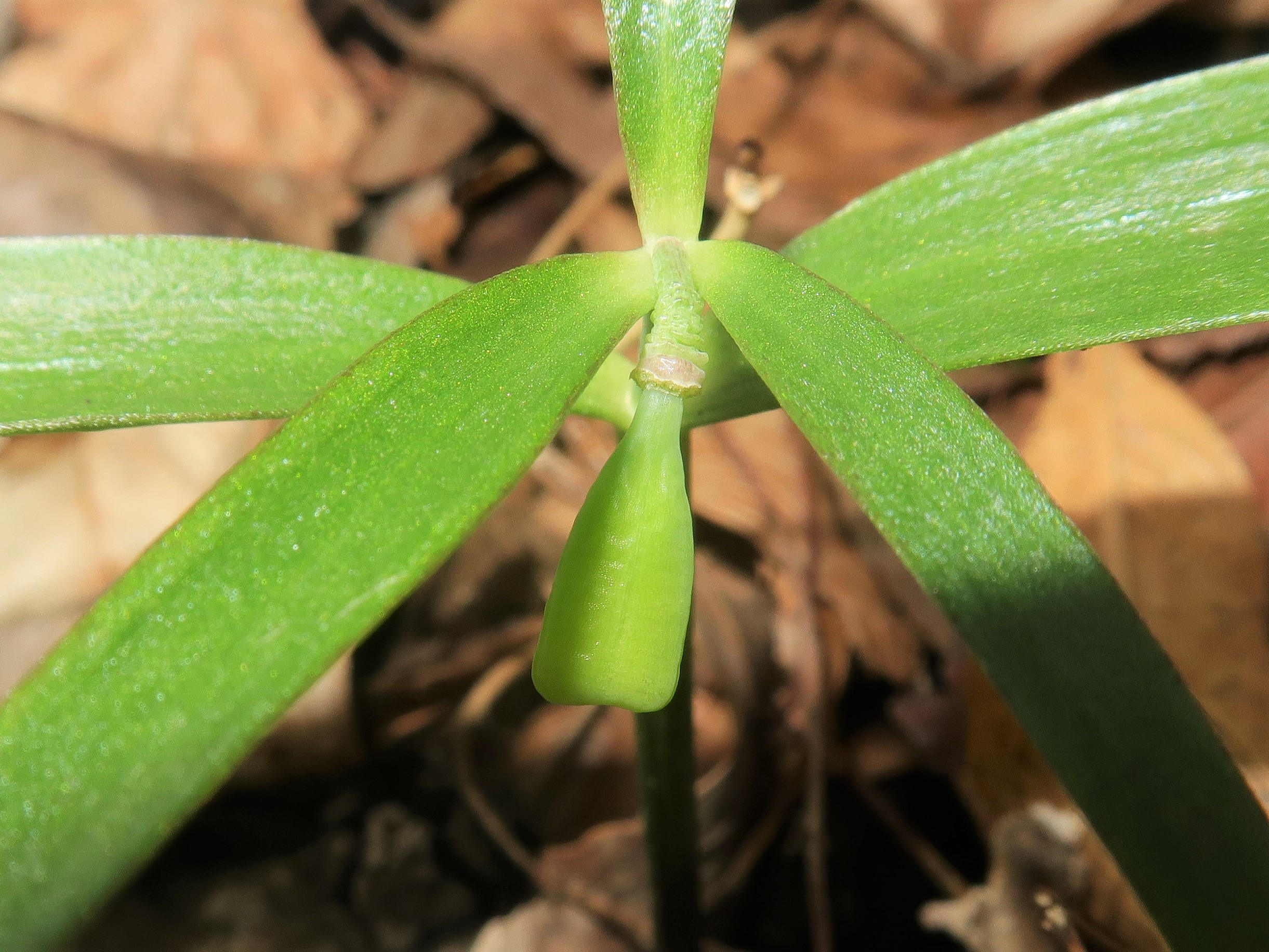
若い果実。
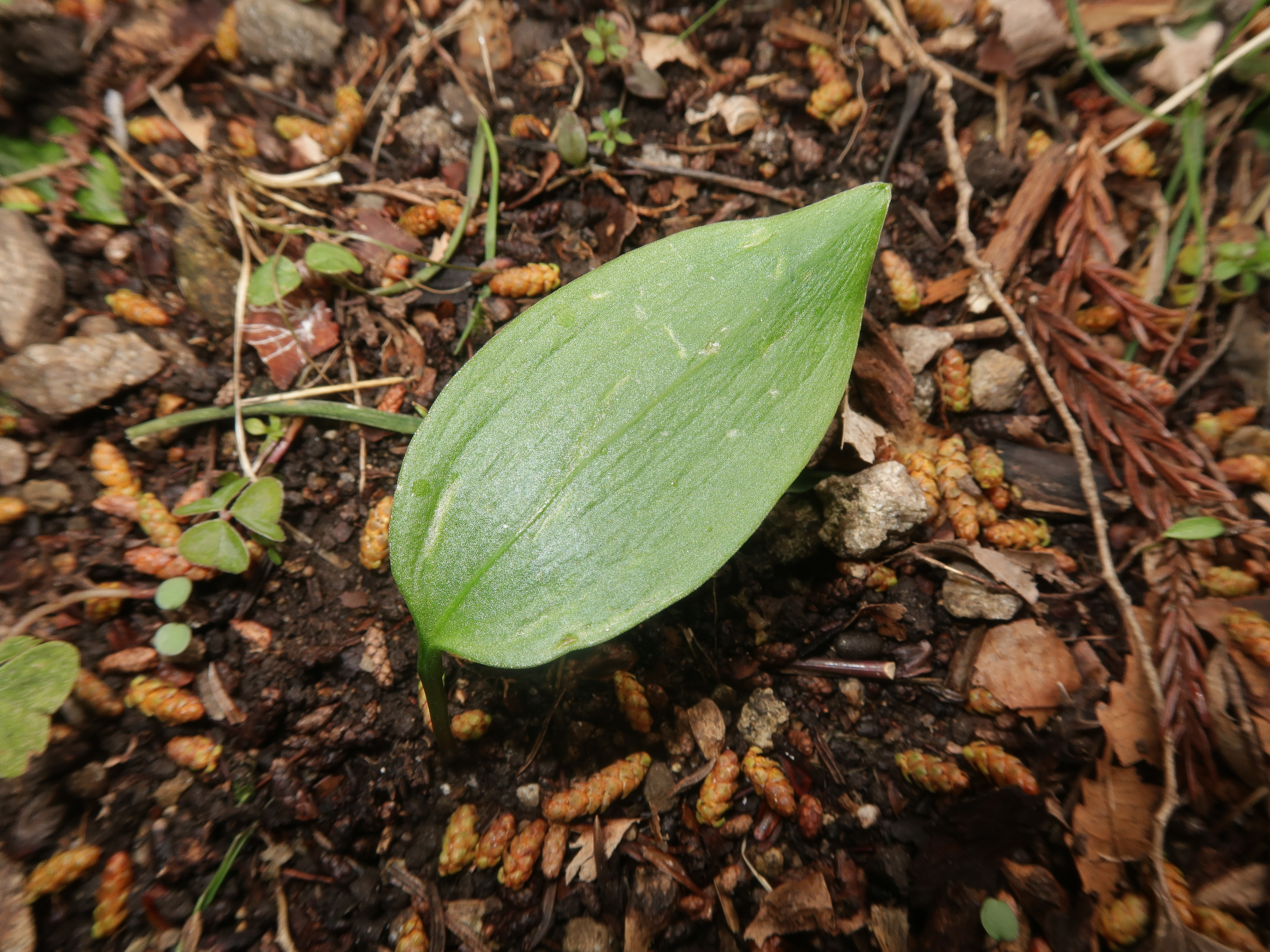
幼葉。

## イワミコバイモ
イワミコバイモ Fritillaria × makotoi Hitoshi.Sato et Naruh. (2018) - ホソバナコバイモとイズモコバイモ Fritillaria ayakoana との自然交雑種。両親種との形態的な差は花のみに見られ、花の形態は両親種の中間型で狭笠形になる。花被片の形態と花被片の裏面の蜜腺の位置も両親種の中間型で、花被片は狭長楕円形から狭倒披針形で、蜜腺は花被片基部から2mmの位置から入る。雑種名の形容語 makotoi は、1990年頃、この植物を見いだした、島根県の果樹園経営者で植物研究家の田中眞への献名である。島根県と広島県に分布する。

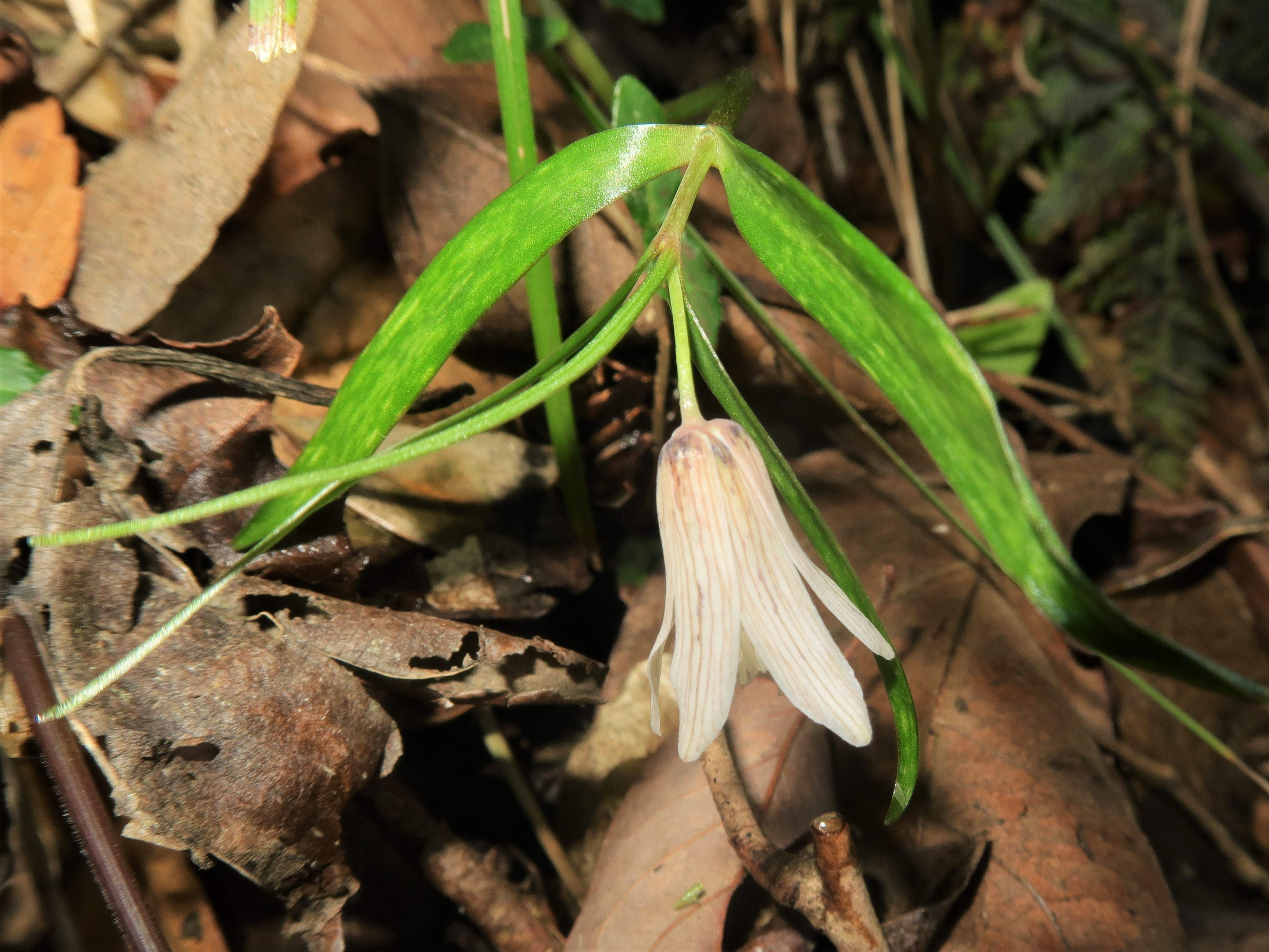
島根県江津市 2023年3月中旬
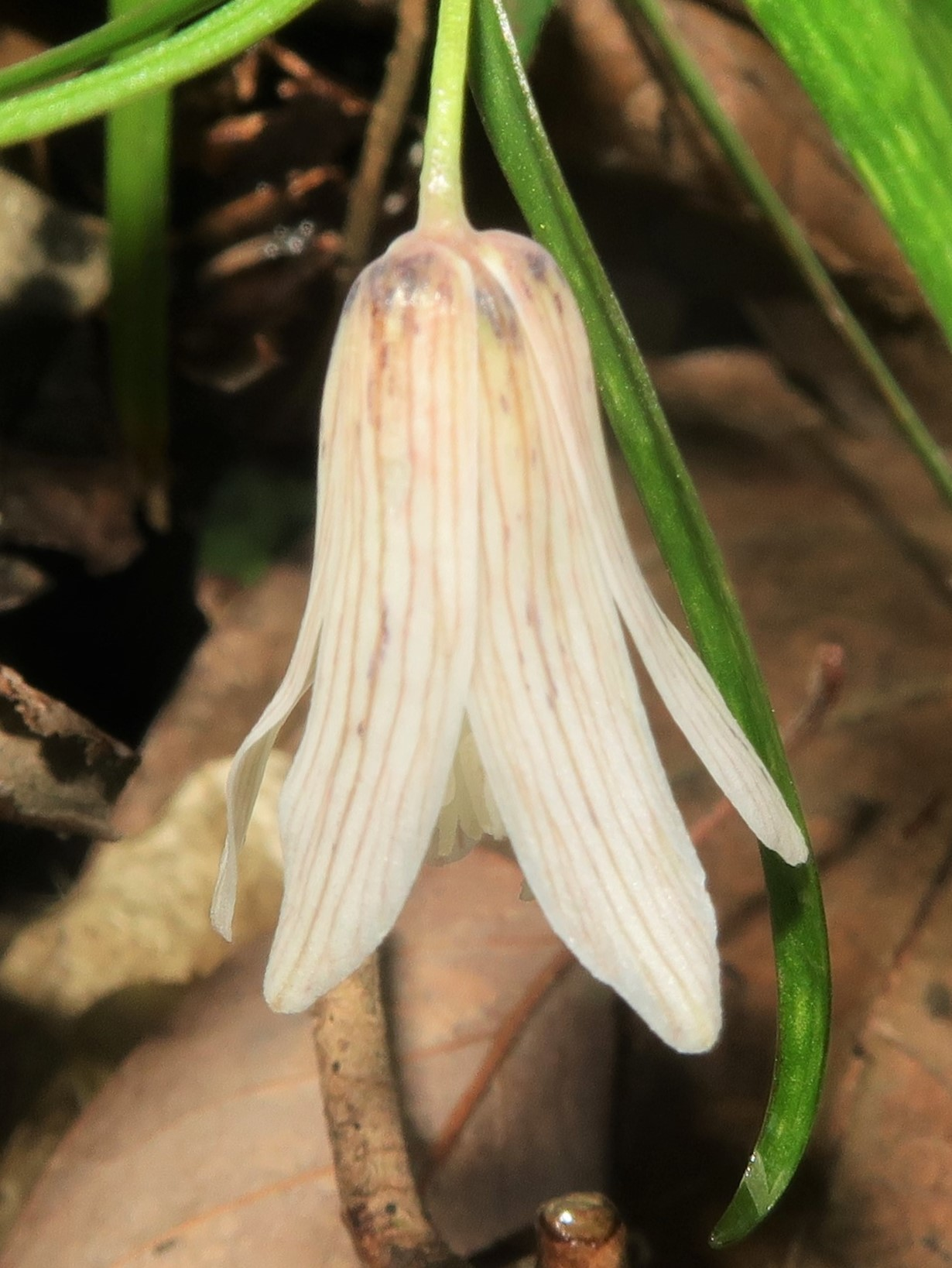
花の形態は両親種の中間型で狭笠形になる。
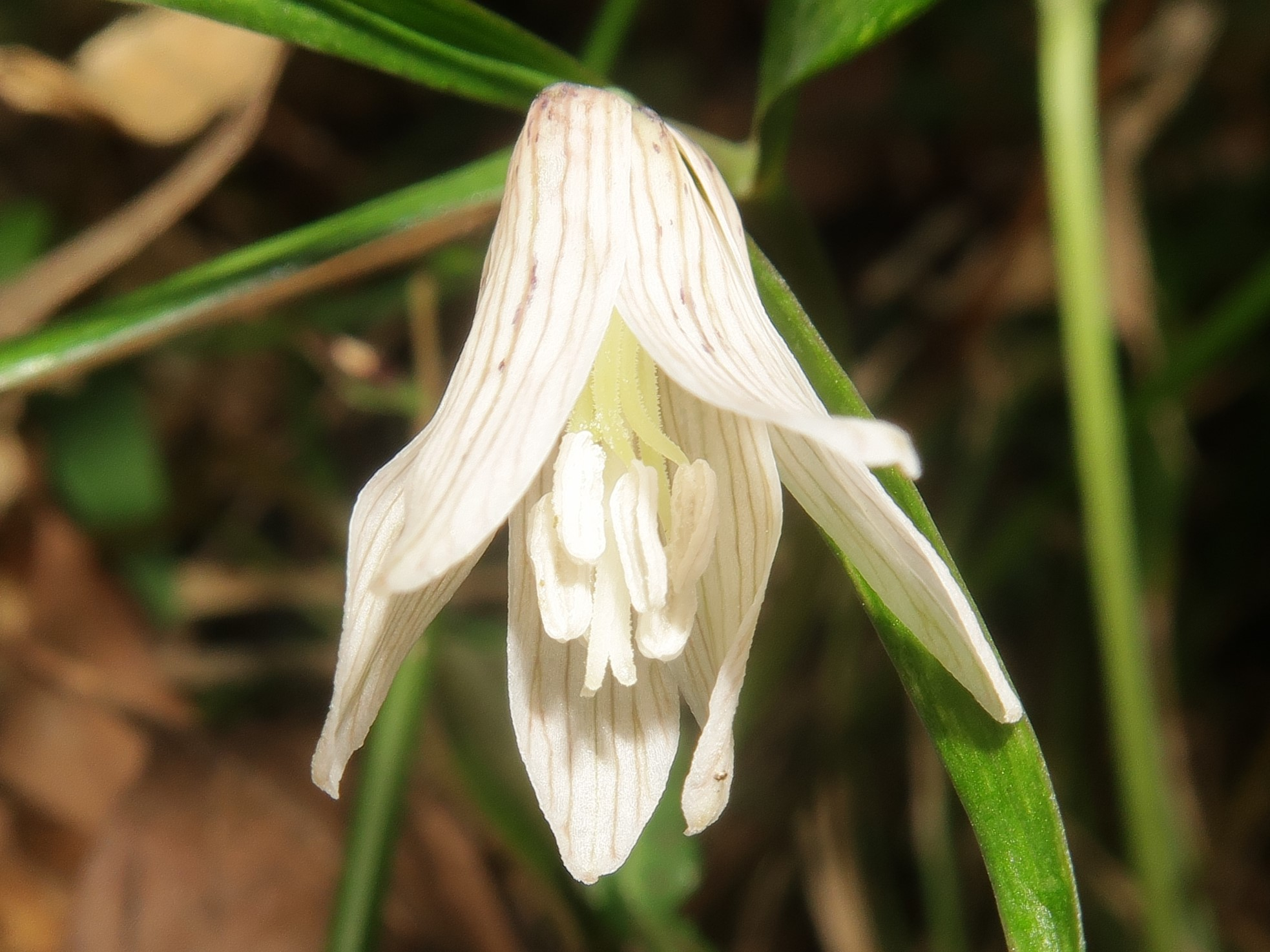
葯はクリーム色。花柱の先端は3浅裂する。
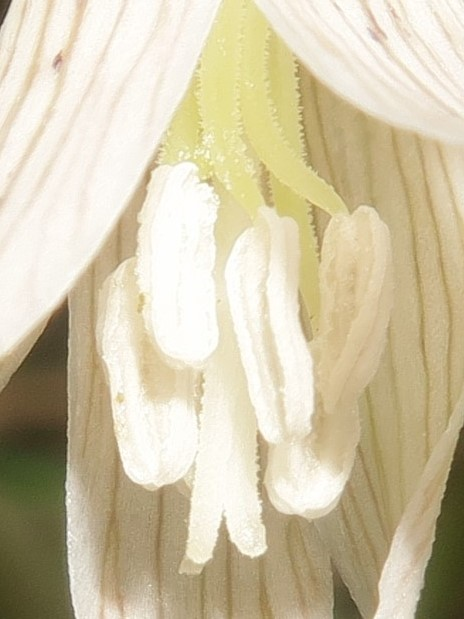
花糸に密に細突起がある。